# Серюзье, Поль
Поль Серюзье (фр. Paul Sérusier, 9 ноября 1864, Париж, Франция — 7 октября 1927, Морле, Финистер, Франция) — французский художник-постимпрессионист. Ученик Поля Гогена, он стал одним из основателей символистской художественной группы «Наби».

## Биография и творчество
Предки Поля Серюзье родом из французской Фландрии. Учился в лицее Кондорсе. Отец Поля, директор парфюмерной фабрики Убигана (фр. Houbigant; основан в 1775 году), готовя сына к карьере коммерсанта, находит ему место в писчебумажном магазине Марьон на улице Жубер. В конце концов, благодаря настойчивым просьбам матери и вмешательству семейного врача, Поль добивается разрешения последовать своему призванию.
После изучения философии в 1886 г. Серюзье поступил в Академию Жюлиана в Париже. Серюзье представляет в Салоне 1888 года полотно «Мастерская бретонского ткача»: оно удостоено похвального отзыва, вероятно, в силу его традиционности. Родители Поля успокоены.
В 1888 г. он побывал у Гогена в Понт-Авене, который, посвятив его в свои открытия, определил дальнейшую творческую судьбу Серюзье как художника. Серюзье решился подойти к Гогену только накануне отъезда, и так как времени на длительные беседы не оставалось, Гоген повел Серюзье в понт-авенский лес и предложил написать под его руководством небольшой пейзаж. В итоге пейзаж был написан на деревянной крышке коробки из-под сигар и назван «Талисманом».
Вернувшись в Париж, Серюзье познакомил с идеями Гогена своих друзей по Академии Жюльена и среди них Мориса Дени, Боннара, Вюйара, Валлотона, Рансона (всех тех, кто впоследствии составят ядро группы Наби), которые хотя и не приняли целиком новые художественные принципы, но под их влиянием изменили свою живописную манеру.
Серюзье несколько раз приезжал к Гогену в Бретань, а в 1889 году длительное время жил вместе с ним в Ле Пульдю, сменив стиль работ с академического ученика на современного живописца.
В Ле Пульдю Серюзье знакомится с другими художниками — в частности, Шарлем Филигером и голландцем Меиром де Хааном. Шарль Шассе писал: «Дальнейшее развитие карьеры Серюзье показало, что главное устремление его духа заключалось в достижении равновесия между частным и общим, между собственной душой и миром; в том, чтобы придать таким образом математическую основу своему идеалу, — и точно так же он хотел придать человеческое и религиозное обоснование самой математике». «Синтез, — пояснял Серюзье, — означает сведение всего многообразия форм к малому числу форм, которые мы способны помыслить: к прямым линиям, нескольким углам, дугам окружности и эллипса; выходя за эти пределы, мы теряемся в океане разнообразия».
Серюзье перенимает у Гогена метод «клуазонизма», основанный на использовании условного рисунка и четко разграниченных цветовых плоскостей. Этот метод, возникший из творческого переосмысления формальных приемов японской гравюры, средневековых витражей и перегородчатых эмалей, позволял художникам добиться совершенно нового синтеза линии и цветового пятна, не отражать натуру, но преображать её силой художественной фантазии. Однако если для Гогена «клуазонизм» — это только средство для достижения максимальной экспрессии, то для Серюзье — это декоративный прием, позволяющий передать причудливые узоры форм и красоту расположения локальных тонов.
Постепенно художник вырабатывает собственную манеру, характерные особенности которой хорошо видны в картине «Понт-авенский триптих». Серюзье стремился оснастить картину дополнительным интеллектуальным содержанием, вложить в неё целую литературную программу. В «Понт-авенском триптихе», отталкиваясь от конкретного сюжета сбора урожая, художник создает мифо-поэтическую композицию, вмещающую почти все основные символы человеческого бытия. Женщина с младенцем на коленях и женщина, срывающая плод, только своими одеяниями напоминают бретонских крестьянок, эти изображения являются своего рода архетипическими образами, которые должны вызвать у зрителя широкий круг историко-художественных ассоциаций.
Интеллектуальное начало в творчестве Серюзье часто подавляло собственно художественное. Не случайно, что теоретическая деятельность мастера пользовалась едва ли не большей известностью, чем его практическая работа как живописца. Серюзье явился одним из идеологов группы «Наби», получившей свое необычное название от древнееврейского слова «пророк». Основу Наби» составляли соученики Серюзье по Академии Жюльена. Члены группы провозгласили широкую программу живописного символизма, они утверждали, что эмоции и символы можно передать через соотношение форм. В своих теоретических высказываниях Серюзье представлял Гогена как разрушителя традиционных канонов, а живопись группы «Наби» — как новое искусство, синтезирующее лучшие художественные достижения различных культур и эпох.
Во французской художественной жизни начала девяностых годов Серюзье вырастает чуть ли не в центральную фигуру. Он руководит целым направлением, ему приписываются многие открытия уехавшего в Океанию Гогена.
Французский критик Альбер Орье в программной статье «Символисты» называет его первым среди молодых художников и сулит мастеру большое будущее. В 1895 году Серюзье и Морис Дени, путешествуя по Италии и Германии, в числе первых европейских художников открывают особую красоту итальянских и немецких примитивов, находя в них экспрессивную силу и оригинальность декоративных решений.
В Париже Серюзье активно участвует в деятельности литературных кружков символистов, он интересуется неоплатонизмом, восточной философией и мистическими ритуалами. Постепенно в его мировоззрении усиливается влияние католицизма.
В 1907 году Серюзье становится профессором Академии Рансона[5], а некоторое время спустя начинает работу над своим главным теоретическим трудом — книгой «Азбука живописи»(1921), оказавшей влияние на многих художников XX века. После этой книги Серюзье уже не создает ничего значительного. Работе художника сильно мешала тяжелая болезнь жены, омрачившая последние годы его жизни.
Поль Серюзье скончался 7 октября 1927 года во Франции.

## Галерея
- Ливень (1893)
- Талисман (1888), Музей Орсе, Париж.
- Меланхолия («Бретонская Ева») (ок. 1891), Музей Орсе, Париж.
- Пейзаж (1912), Музей Орсе, Париж.